# Transessualità

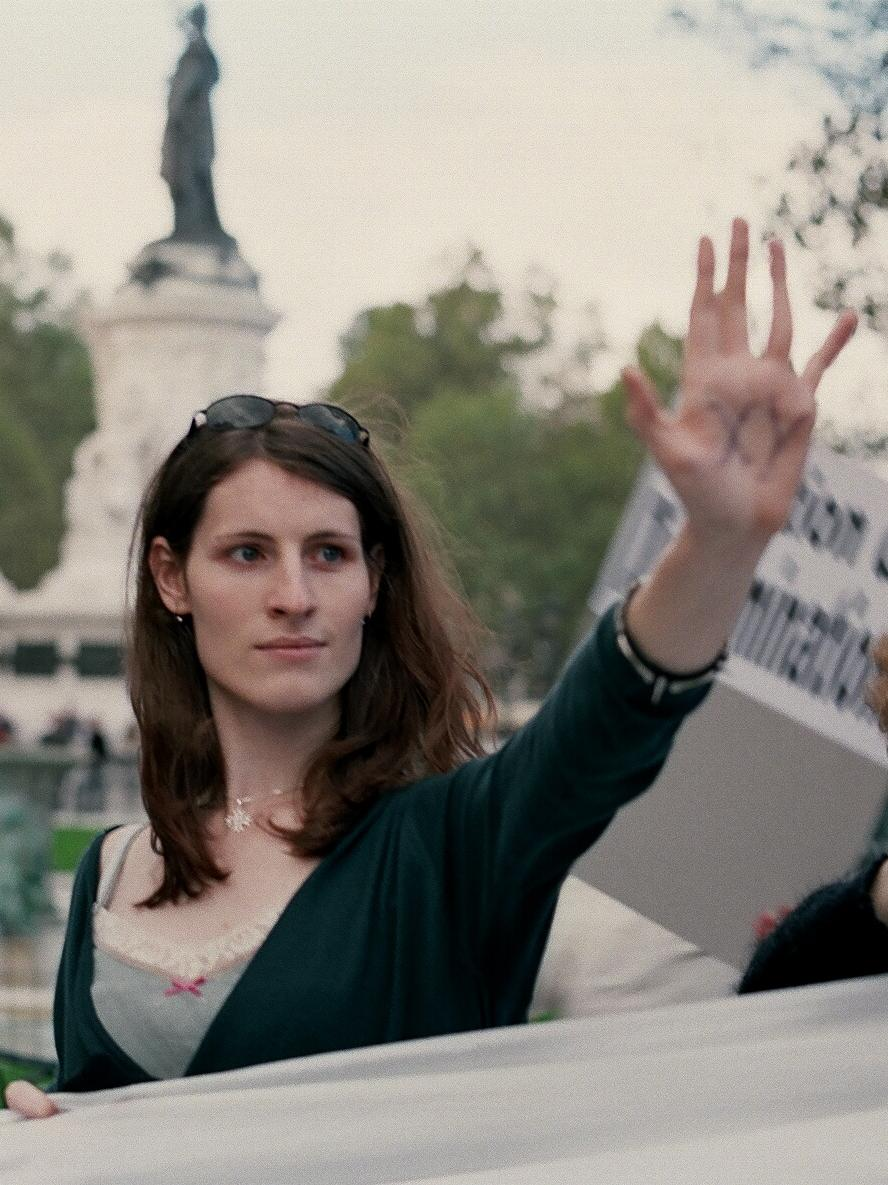
L'attivista transessuale July Schultz mostra il palmo con le lettere "XY" durante una manifestazione

La transessualità è una condizione che cade sotto il termine ombrello transgender e che riguarda una persona la cui autopercezione fisica non sia corrispondente al sesso di nascita.
Le persone transessuali vivono la condizione definita disforia di genere, caratterizzata dalla non accettazione del genere assegnato loro alla nascita e dall'identificazione in quello opposto. Tali persone possono inoltre assumere i caratteri somatici dell'altro sesso mediante la transizione di genere, ovvero attraverso l'assunzione di ormoni ed interventi medico-chirurgici volti a riaffermare l'identità fisico-psicologica, attraverso la modifica fisica degli organi sessuali.
Il termine è talvolta utilizzato come sinonimo di transgender; in realtà occorre sottolineare che i termini transessuale e transgender non hanno lo stesso significato. Infatti le persone transessuali si distinguono dalle persone transgender per la vera e propria disforia fisica, con conseguente volontà di intraprendere il percorso di affermazione fisica, iniziando una terapia ormonale e sottoponendosi alle operazioni chirurgiche per la riassegnazione del sesso. Il termine transgender, invece, comprende tutte quelle persone che non si riconoscono nei modelli di identità, ruoli ed espressioni di genere assegnati culturalmente e socialmente alla nascita sulla base del sesso, senza voler necessariamente intraprendere un percorso di affermazione fisica.

## Storia del concetto

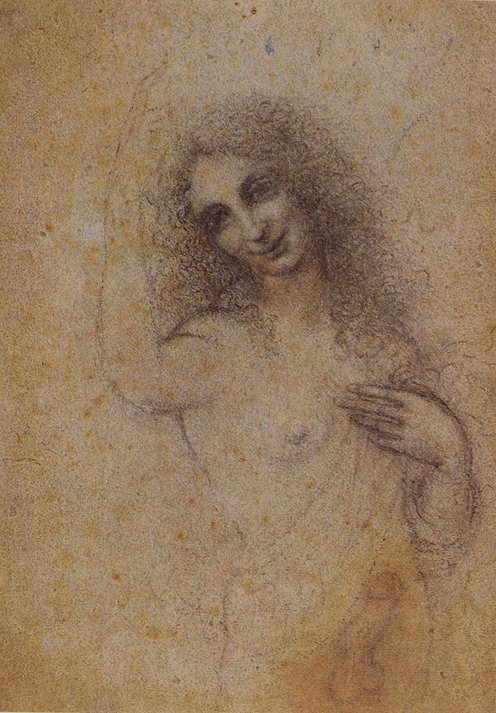
L'angelo incarnato di Leonardo da Vinci (1515 ca.)

Il termine "transessuale" è stato coniato nel 1949 dal dottor David Cauldwell (1897-1959), ma è diventato di uso comune dopo la pubblicazione del libro The Transsexual Phenomenon (Il fenomeno transessuale) del dott. Harry Benjamin, edito nel 1966, che è diventato ben presto testo di studio universitario, in quanto è il primo libro che indaga sulla transessualità con un approccio anche nosografico, affermando che si tratta dell'unica patologia classificata come psichiatrica a non essere curata psichiatricamente. Lo psichiatra infatti non "guarisce" la persona transessuale facendola sentire a proprio agio con il suo sesso di origine, bensì avviando la persona a cui è diagnosticato il "disturbo dell'identità di genere" alle terapie endocrinologiche e/o chirurgiche per iniziare il percorso di transizione.

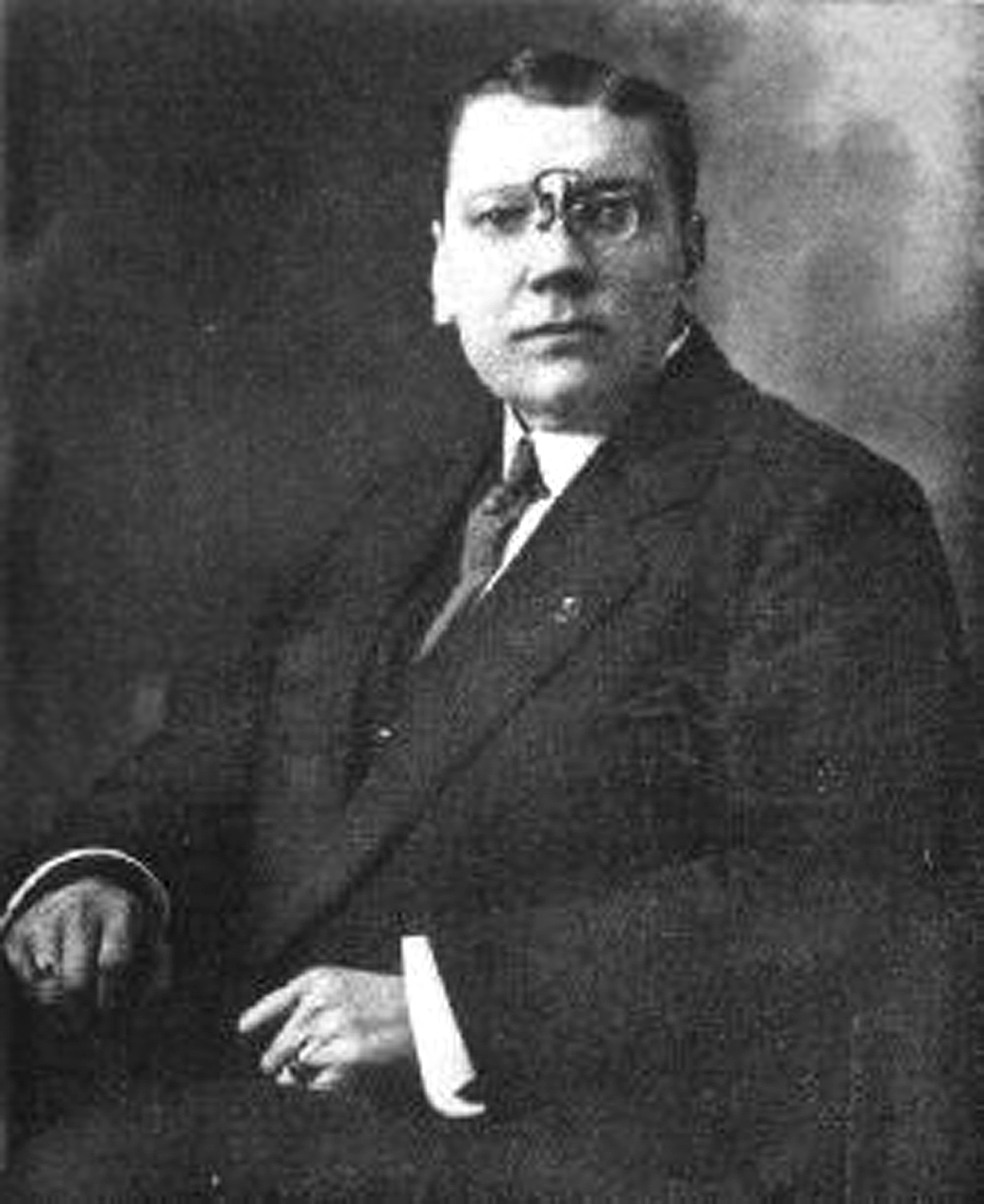
Anna P, fotografato nel 1922 per il libro Sexual Intermediates, di Magnus Hirschfeld

Tale discrepanza è da inquadrarsi nel fatto che per molti decenni, fra la fine del 1800 e i primi venti anni del 1900, la persona transessuale veniva effettivamente sottoposta a tentativi di "guarigione", ovvero di scomparsa del "disturbo", sia attraverso la psicoterapia, sia attraverso la somministrazione di ormoni del proprio sesso genetico.
Tali tentativi furono fallimentari e determinarono un numero elevatissimo di suicidi fra le persone transessuali che subivano tali trattamenti. Soltanto intorno al 1960 si iniziò a pensare che l'unica "guarigione" della persona transessuale si potesse ottenere adeguando il corpo alla psiche e non viceversa.
Il movimento transessuale mondiale rifiuta l'inquadramento psichiatrico della propria condizione, pur essendo consapevole del fatto che la propria condizione richiede l'intervento della medicina per trasformare la "disforia" in "euforia" o comunque in una stabilizzazione accettabile della qualità di vita.

### Classificazione medica
Per molto tempo secondo il Diagnostic and Statistical Manual of Mental Disorders (Manuale di Classificazione dei Disturbi Mentali, redatto dall'Associazione Americana degli Psichiatri) e l'International Classification of Diseases (a cura dell'Organizzazione Mondiale della Sanità, X edizione), la persona transessuale soffre del disturbo dell'identità di genere (DIG).
Questo senso di distonia e disforia nei confronti del proprio sesso di nascita può svilupparsi già nei primi anni di vita, durante l'adolescenza o, più raramente, in età adulta.
Il 19 giugno 2018 l'Organizzazione Mondiale della Sanità ha eliminato la transessualità dalla International Statistical Classification of Diseases, Injuries and Causes of Death (ICD), ossia la lista delle malattie mentali.
Nel 2015 l'American Psychological Association ha definito come transessuali tutte le persone la cui identità di genere è percepita come non allineata a quella assegnata alla nascita.

## La questione delle cause
A questo proposito è molto significativa la risposta che la dottoressa Peggy Cohen-Kettenis (docente di psicologia presso la Vrije Universiteit di Amsterdam e responsabile del Gruppo sui Disturbi dell'Identità di Genere del Dipartimento di Psicologia del Centro Medico della stessa Università, annoverata fra i maggiori esperti internazionali di transessualismo) ha dato nel corso di una conferenza tenutasi a Bari il 31 maggio 2003. In tale occasione la Cohen-Kettenis, alla domanda posta dal pubblico «Se il "vero" transessuale è colui al quale viene consentito il cambiamento di sesso, non ha psicopatologia associata, ha un buon esito post-trattamento, ecc., perché allora i disturbi dell'identità di genere rientrano nel DSM-IV, ossia vengono classificati come disturbi mentali?», così rispondeva: «Questo è un buon punto. Credo che le ragioni principali stiano fuori dal DSM. Ad esempio, una ragione pratica, anche se non la più importante, è che senza un disturbo classificato nel DSM, in molti paesi le compagnie di assicurazione non coprirebbero le spese del trattamento. So che è un problema di cui si sta discutendo nella preparazione del DSM-V.»
Recenti studi, inoltre, sembrano dimostrare sia una predisposizione genetica al transessualismo sia la presenza nelle persone transessuali di un dimorfismo sessuale del cervello opposto al sesso biologico in cui sono nate. Infatti pare che la causa sia a carico di un gene che codifica un enzima chiamato citocromo P17, il quale sovrintende al metabolismo degli ormoni sessuali.

## Genetica
Evidenze di una contribuzione genetica alla transessualità sono davvero limitate. Ci sono pochi rapporti di studi su famiglie e gemelli transessuali ma nessuno di questi offre un chiaro supporto ad un coinvolgimento genetico. I polimorfismi nei geni legati agli ormoni sessuali per gli enzimi sintetici e i recettori sono stati studiati sulla base del presupposto che questi possano essere coinvolti nello sviluppo dell'identità di genere. Un aumento dell'incidenza di un polimorfismo dell'allele A2 per CYP17A1 (cioè, 17ɑ-idrossilasi/17, 20 liasi, l'enzima che catalizza la sintesi di testosterone) è stato trovato in femmina-maschio (FtM) ma non in maschio-femmina (MtF) transessuali. Non sono state trovate associazioni tra un 5ɑ-reduttasi (vale a dire, l'enzima che converte il testosterone al più potente diidrotestosterone) polimorfismo genico in entrambi i transessuali MtF o FtM. Ci sono anche rapporti contrastanti di associazioni tra polimorfismi nel recettore degli androgeni, recettore degli estrogeni β e CYP19 (vale a dire, aromatasi, gli enzimi che catalizzano la sintesi dell'estradiolo).
Analizzando la materia bianca è stata osservata una differenza nella microstruttura tra i transessuali e i cisgender, più nel dettaglio si è osservato che nei transessuali (MtF e FtM) si ha una struttura intermedia rispetto ai cisgender (MC e Fc), le cause di queste strutture della materia bianca si armonizzano con l'ipotesi che lo sviluppo delle stesse sia influenzato dall'ambiente ormonale durante lo sviluppo cerebrale prenatale tardivo e postnatale precoce, che si ritiene essere la causa che determina l'identità di genere.

## Condizione umana e sociale

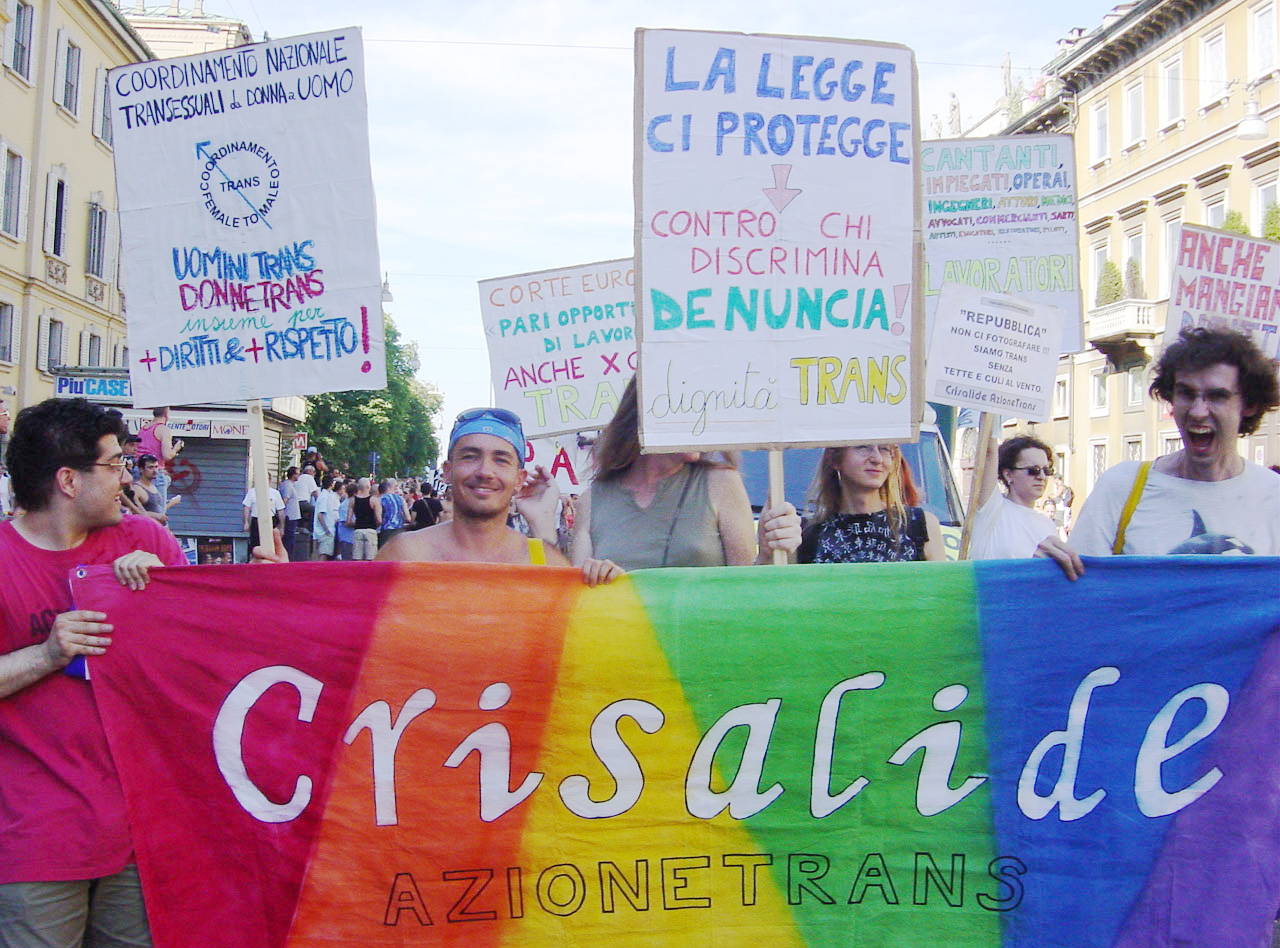
Il gruppo "Crisalide azione trans" al Pride di Milano, giugno 2004.

Internazionalmente si utilizzano, principalmente, due acronimi:
- "FtM" (Female-To-Male, "da femmina a maschio") per indicare uomini transgender, cioè coloro la cui identità appartiene al genere maschile ma a cui alla nascita è stato assegnato il sesso femminile.
- "MtF" (Male-To-Female, "da maschio a femmina") per indicare donne transgender, cioè coloro la cui identità appartiene al genere femminile ma a cui alla nascita è stato assegnato il sesso maschile.

Esiste poi il termine "non binary" per indicare individui che non appartengono a nessuno dei due generi socialmente attesi di uomo o donna.
Le persone transessuali, nelle attuali società occidentali, subiscono tendenzialmente forti discriminazioni in ambito sociale e lavorativo. Questo fenomeno è molto più marcato in quei Paesi che non consentono il cambio anagrafico dei documenti senza il ricorso forzato all'intervento di ri-attribuzione chirurgica di sesso, e che non dispongono di leggi adeguate che tutelino le persone transessuali da fenomeni di discriminazione e violenza. La discriminazione, la violenza psicologica e/o fisica, e lo stigma sociale che subiscono le persone transessuali, sono tutti fenomeni che possono essere annoverati sotto il termine di "transfobia". In Italia dal 5 novembre 2015, una sentenza della Corte Costituzionale ha stabilito che per cambiare il proprio genere e il proprio nome anagrafico non è necessaria la sterilizzazione coatta delle persone transessuali per la rettificazione del nuovo sesso.
La transfobia, apparentemente può sembrare una traduzione equivalente dell'omofobia. In realtà i due fenomeni hanno origini diverse, espressioni diverse anche se condividono il destino della discriminazione. Un tentativo di distinguere i fenomeni "transfobia" e "omofobia" è stato fatto da Mirella Izzo, presidente dell'ex associazione Crisalide AzioneTrans onlus.

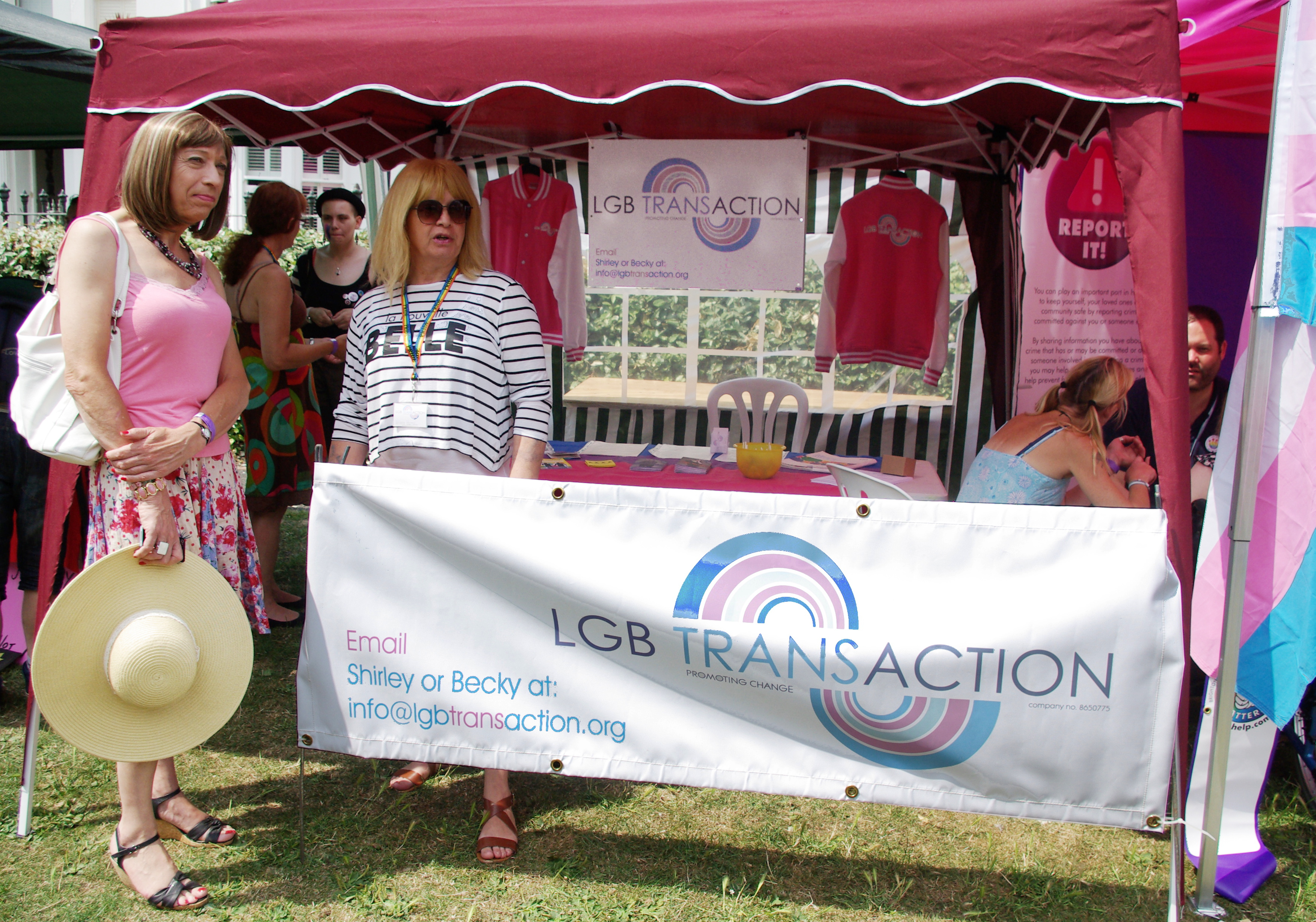
Trans Pride del 2014

Lo stigma sociale della persona transessuale è in genere molto più elevato rispetto a quello riservato alle persone omosessuali. Inoltre è altrettanto più elevato per le trans da maschio a femmina rispetto ai transessuali da femmina a maschio. Le motivazioni che possono essere trovate per questo dato di fatto sono molteplici e controverse:
- l'omosessualità è visibile solo all'interno delle tendenze sessuali ed affettive di una persona mentre la transessualità comporta una netta trasformazione del proprio corpo e pertanto provoca la necessità di una totale inversione di valutazione della persona;[30]

In ogni caso lo stigma sociale verso le transessuali MtF è tale da rendere difficile l'inserimento lavorativo delle stesse. Analizzando la discriminazione in ambito lavorativo delle persone transessuali in Italia Monica Romano, attivista transessuale, individua due dinamiche discriminanti statisticamente rilevanti:
- la discriminazione all'ingresso del mercato del lavoro, dove la persona transessuale, che viene identificata come tale in ragione del suo aspetto fisico o di documenti non conformi alla sua identità, nella maggioranza dei casi vede respinta la sua candidatura;[31][32]
- il mobbing orizzontale e/o verticale che la persona transessuale può subire successivamente al coming out.[33]

Se a questo si aggiunge che spesso le famiglie ripudiano il figlio transessuale e i costi della transizione, diventa evidente una spinta della stessa società affinché la transessuale si dedichi alla prostituzione per sopravvivere. La prostituzione transessuale è un fenomeno recente dovuto alla non accettazione sociale delle persone transessuali che, essendo escluse da molti lavori, si prostituiscono per sopravvivere.
Negli ultimi anni la figura delle persone transessuali inizia ad essere trattata diversamente nell'ambito di cinematografia, letteratura e serie TV.
In Italia alcune persone transessuali che hanno avuto un impatto mediatico sono state ad esempio Vladimir Luxuria, Eva Robin's, Alessandra Di Sanzo, Berta Bertè, Maurizia Paradiso.
Uno studio di Lancet di settembre 2020 ha mostrato un aumento del rischio di mortalità nelle persone transgender che utilizzano il trattamento ormonale, indipendentemente dal tipo di trattamento. Questo aumento del rischio di mortalità (a causa di cancro ai polmoni, malattie cardiovascolari, malattie correlate all'HIV e suicidio) non è diminuito nel tempo: il campione comprendeva il periodo 1972-2018.

## Il percorso di transizione in Italia
Una persona transessuale deve in primis rivolgersi ad uno psichiatra o psicoterapeuta che diagnostichi la "disforia di genere". Solo dopo questa certificazione può rivolgersi all'endocrinologo per la terapia ormonale sostitutiva (estrogeni ed antiandrogeni per le trans MtF, testosterone per i trans FtM). Deve inoltre essere assente nel genoma ogni riferimento all'intersessualità o pseudoermafroditismo.
Successivamente, o in accompagnamento alla terapia ormonale, la persona transessuale può sottoporsi a trattamenti estetici-chirurgici (epilazione, mastoplastica additiva, mastectomia, chirurgia maxillo-facciale, ecc.). Di norma questi interventi vengono considerati "chirurgia estetica" e sono a carico della persona transessuale.
Effettuato il trattamento ormonale, secondo la legge 164/82 la persona transessuale può richiedere al Tribunale l'autorizzazione agli interventi chirurgici di conversione sessuale (penectomia, orchiectomia e vaginoplastica per le trans; mastectomia, istero-annessiectomia, falloplastica o metoidioplastica per i trans). Ottenuta sentenza positiva, la persona transessuale ha diritto all'intervento sui genitali a carico del SSN.
Bisogna però sottolineare che non necessariamente tutte le persone MtF ed FtM vorranno sottoporsi ad interventi chirurgici.
Effettuato l'intervento, la persona transessuale deve nuovamente rivolgersi al Tribunale per chiedere il cambiamento di stato anagrafico. Ottenuta la sentenza positiva, tutti i documenti d'identità vengono modificati per sesso e per nome, con l'eccezione del casellario giudiziario e l'estratto integrale di nascita, documenti che possono essere richiesti esclusivamente dallo Stato o da Enti pubblici.
Alla fine di questo percorso, per la legge italiana un transessuale da donna a uomo diventa uomo a tutti gli effetti, compreso il diritto di sposarsi ed adottare. Lo stesso vale per la transessuale da uomo a donna. Teoricamente sarebbe molto difficile o addirittura impossibile risalire al sesso originario di una persona a livello burocratico, ma non sempre è così. L'ufficiale dell'anagrafe potrà, comunque vedere le "tracce" sull'estratto integrale di nascita e, allo stesso tempo, l'impiegato che si occupa della residenza ai servizi demografici vedrà un atto di nascita con lo stesso numero a nome di due persone. Stesso vale per il Tribunale, o anche l'Agenzia delle Entrate, e sono solo pochissimi esempi.
Secondo la prima ricerca universitaria condotta in Italia sul mondo transex da Cecilia Gatto Trocchi in collaborazione col Movimento Italiano Transessuali (Mit), nel 1993 i transgender italiani erano circa 15.000, di cui il 97% aveva effettuato o era in attesa del passaggio dal sesso maschile a quello femminile. Secondo la SICPRE (Società Italiana di Chirurgia Plastica Ricostruttiva rigenerativa ed Estetica) ogni anno in Italia avvengono circa 60 operazioni di cambio degli organi genitali.